# Plaesianillus
Plaesianillus cyclops es una especie de araña araneomorfa de la familia Linyphiidae. Es el único miembro del género monotípico Plaesianillus.

## Distribución
Se encuentra en Francia.